# Unterschwaningen
Unterschwaningen là một xã ở huyện Ansbach bang Bayern nước Đức. Xã Unterschwaningen có diện tích 18,57 km², dân số thời điểm ngày 31 tháng 12 năm 2006 là 892 người.

## Địa lý
Unterschwaningen nằm ở phía đông của Hesselberg, giữa thung lũng Altmühl phía trên và Wörnitz phía trên, có biên giới với các xã (bắt đầu từ phía bắc theo chiều kim đồng hồ) Arberg, Gunzenhausen, Wassertrüdingen và Ehingen. Nó cách 12 km về phía tây nam của Gunzenhausen và 28,5 km về phía nam của Ansbach, thị trấn chính của huyện.
Các xã tự quản Krottenbach, Dennenlohe và Oberschwaningen đã được nhập vào khu đô thị Unterschwaningen vào những năm 1970.